# Christine Guldbrandsen

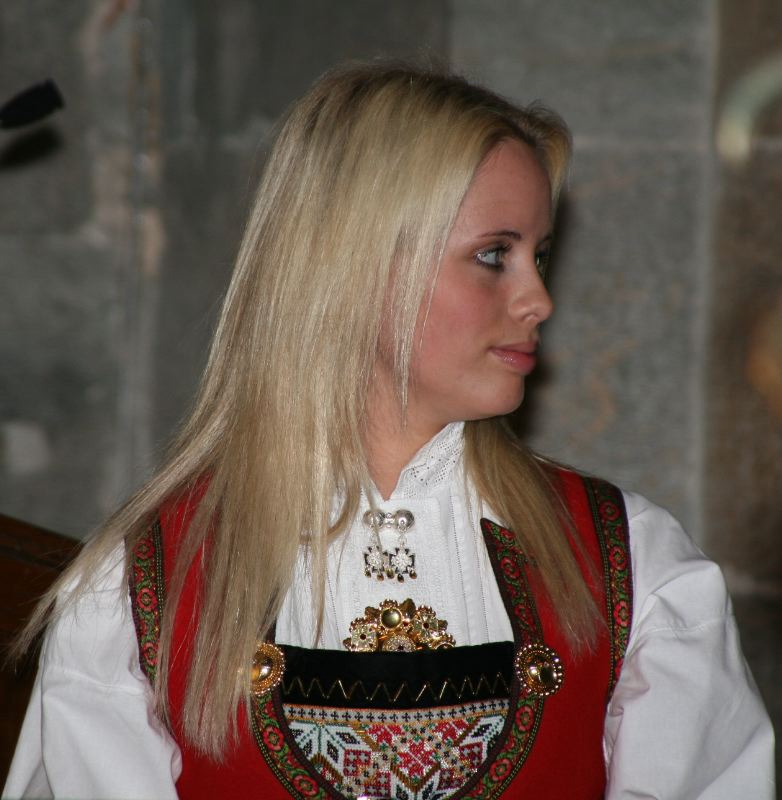
Christine Guldbransen con el vestido tradicional de Noruega

Christine Guldbrandsen (Bergen, 19 de marzo de 1985) es una cantante noruega conocida por su participación en el Festival de la Canción de Eurovisión 2006. Por su voz es comparada a menudo con las sopranos Sissel Kyrkjebø y Hayley Westenra. Ha lanzado tres álbumes en Escandinavia, Surfing in the Air, Moments y Christine. Su álbum "Colors" fue lanzado el 8 de abril de 2011. Canta mayormente en noruego e inglés, pero también ha cantado canciones en sueco, finlandés, italiano y latín.

## Biografía

### Inicios
Guldbrandsen comenzó a cantar a los 3 años en un coro. Guldbrandsen fue descubierta a los 13 por Kjetil Fluge. En 2000, cuando Guldbrandsen tenía 15, cantó en el "Kulturbyåpningen" en Bergen. Entre el público estaba la Sony Music Entertainment. Tras la actuación la Sony Music dio a Guldbrandsen su primer contrato discográfico. Trabajó con Kjetil Fluge, Atle Halstensen y Erlend Fauske en el estudio Sounds Familiar de Bergen. En 2001, con 16, Christine escribió la letra de la canción "Fly Away", escrita en recuerdo de su padre fallecido ese año.

## Carrera
Su álbum debut de 2003, Surfing in the Air, se convirtió en un gran éxito en Noruega, y fue lanzado en Finlandia. El álbum vendió 30.000 copias y recibió un disco de oro.
En diciembre de 2004, Christine Guldbrandsen, tras casi un año de trabajo, lanzó un segundo álbum titulado Moments que fue llamado "El difícil segundo álbum de Christine Guldbrandsen", por las continuas revisiones. Aun así, entró en las listas de éxitos noruegas VG-lista Topp 40.

## Festival de Eurovisión
En 2006 Christine representó a Noruega en el Festival de la Canción de Eurovisión 2006, que se celebró en Atenas, tras haber ganado el Melodi Grand Prix. La canción que interpretó fue Alvedansen (La danza de los elfos), era una canción inspirada en el folclore nórdico. Fue cantada en noruego, y trataba de una elfa que invitaba a bailar a quien la escuchaba. Con esta canción consiguió la 14.ª posición.

## Carrera posterior
En 2007, lanzó su tercer álbum, Christine y en 2008 actuó en Los miserables como Cosette en Bergen, en 100 representaciones, cosechando un gran éxito. En 2011 lanzó su cuarto álbum, titulado "Colors".

## Discografía

### Álbumes
- Surfing in the Air, 2003
- Moments, 2004
- Christine, 2007
- Colors, 2011

### Sencillos
- Surfing in the Air, 2004
- The Far End, 2004
- Because of You, 2005
- Alvedansen, 2006
- Dansekjolen, 2007
- Elf Dance, 2008
- Break My Chains, 2011